# 장의 (전국)
장의(張儀, ? ~ 기원전 309년)는 중국 전국시대 진나라(秦)의 정치가 · 외교가이다. 

## 생애
친구 소진(蘇秦)과 함께 귀곡 선생(鬼谷 先生)에게서 수학한 적이 있었다. 그는 진나라에 등용되기 전까지 갖은 수모를 겪다가 마침내 진 혜문왕을 만나 정치 고문이 되었다. 얼마 지나지 않아 그는 재상으로 승진되었는데, 촉나라를 평정하고 위나라의 일부를 차지하는 공을 세웠다.
6년 뒤에 진나라와 짜고 위나라의 재상이 되었는데, 위나라로 하여금 진을 섬기게 하려 했으나 말을 듣지 않자 진에게 몰래 연락해 위나라가 크게 지도록 만들었다. 이듬 해 제나라가 위나라를 공격하고 마침내 진나라가 위를 공격할 목적으로 먼저 한나라를 쳐, 군사 8만 명을 몰살시켰다. 이에 장의는 위나라 왕을 설득하여 소진이 이룩해낸 합종책의 약속을 깨고 진나라와 화친했으며, 장의는 다시 진으로 돌아가 재상이 되었다. 3년 뒤 위는 진을 배반하고 합종에 재가담했으나, 진이 공격하자 다시 화친했다.
장의는 강대국 초나라로 달려가 초를 망국의 위기에 몰아넣고, 다시 한나라로 가 그 왕을 협박, 한 역시 진을 섬기도록 했다. 진나라로 돌아간 그는 혜문왕으로부터 무신군(武信君)이라는 칭호를 받고 다시 제나라로 갔다. 제나라 왕 또한 장의의 설득을 듣고 진을 섬기게 되었으며, 조나라로 간 장의는 또한 왕을 설득하는 데 성공했다. 뿐만 아니라 그는 연나라까지 설득하여, 진나라와의 연횡책을 완성시켰다. 그는 진나라로 돌아갔으나 왕이 혜문왕의 아들 무왕으로 바뀌어 있었다. 진 무왕은 어릴 적부터 장의를 싫어하였을뿐더러, 이를 눈치챈 신하들이 비방을 하기 시작했다. 장의와 왕의 관계가 예전만 못하다는 소문이 퍼져 다시 모든 나라는 연횡책을 버리고 다시 합종책을 택하였다. 이후 장의는 자원해서 위나라로 간 뒤 1년 동안 재상으로 있다가 죽었다.